# Bitva u Lobkovic
Bitva u Lobkovic byla válečným střetem mezi císařskými oddíly armády generála Vavřince IV. z Hofkirchu a Raimunda Montecuccoliho a švédskou armádou polního maršála Johana Banéra během jednoho ze švédských tažení do Čech během třicetileté války. Odehrála se 29. května 1639 nedaleko obce Lobkovice u Neratovic ve středních Čechách a skončila takřka katastrofální porážkou císařských vojsk a zajetím jejich vrchních velitelů, včetně Hofkircha a Montecuccoliho. Zanedlouho po bitvě následoval neúspěšný švédský pokus o obsazení Prahy.

## Před bitvou

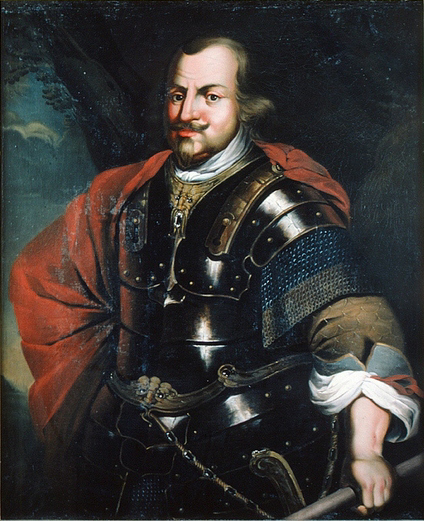
Johan Banér, velitel švédského vojska

Roku 1630 Švédsko za vlády krále Gustava II. Adolfa oficiálně vstoupilo do třicetileté války a zapojilo se do bojů v západní Evropě. Po úmrtí Gustava II. Adolfa v bitvě u Lützenu roku 1632 převzal část armádního velení generál Johan Banér, pod jehož velením byly podnikány především výpady z obsazeného území Svaté říše římské na území Čech a Moravy, součásti Habsburské monarchie. Společně se saskou armádou pak začátkem roku 1634 vytáhl do Čech, ale celé tažení zastavila porážka Bernarda Výmarského v bitvě u Nördlingenu 6. září 1634. Rok po uzavření pražského míru (1635) však došlo k obnovení bojů v Německu a švédská vítězství v bitvách u Kiritzu a Wittstocku (4. října 1636) obnovila vojenskou kampaň v Německu. V roce 1637 pak Banér ustoupil s armádou do Torgau a za Odru do Pomořan. 
K další mocné intervenci v Čechách se Banér jal na jaře 1639. Po vítězství v bitvě u Saské Kamenice (Chemnitz) 14. dubna vpadl předvoj švédské armády 23. dubna pod velením generálmajorů Stalhanse, Wrangela a Pfuela do Čech a rychle obsadil Děčín. Následně se sem přesunul též hlavní voj Banérova vojska, který se posléze usadil v Litoměřicích, které se jim nepostavily na odpor, kde vojsko odpočívalo a verbovalo další síly. Během svého pobytu v Čechách pak vydávalo prohlášení o svobodách obyvatel na obsazeném území. Švédské oddíly nároveň prováděly zásobovací výpady, především do Podkrušnohoří a Poohří: několikrát vyplenily Chomutov, rovněž napáchaly škody v Lounech a zplundrovaly další města a vesnice v kraji.
V polovině května se pak Švédové vydali k tažení proti proudu Labe s cílem dosáhnout Prahy. V jejím postupu měly zabránit jednotky císařské armády pod velením Vavřince IV. z Hofkirchu, Raimunda Montecuccoliho, a Jana Kryštofa III. z Puchheimu, vyslané z rozkazu vrchního vojenského velitele Čech Matyáše Gallase, tvořené částečně pluky, které se stahovaly ze Saska po prohraném střetu u Saské Kamenice. Švédské vojsko zatím rychle postupovalo: 27. května dobylo po krátkém a urputném boji Mělník. 

## Průběh střetnutí

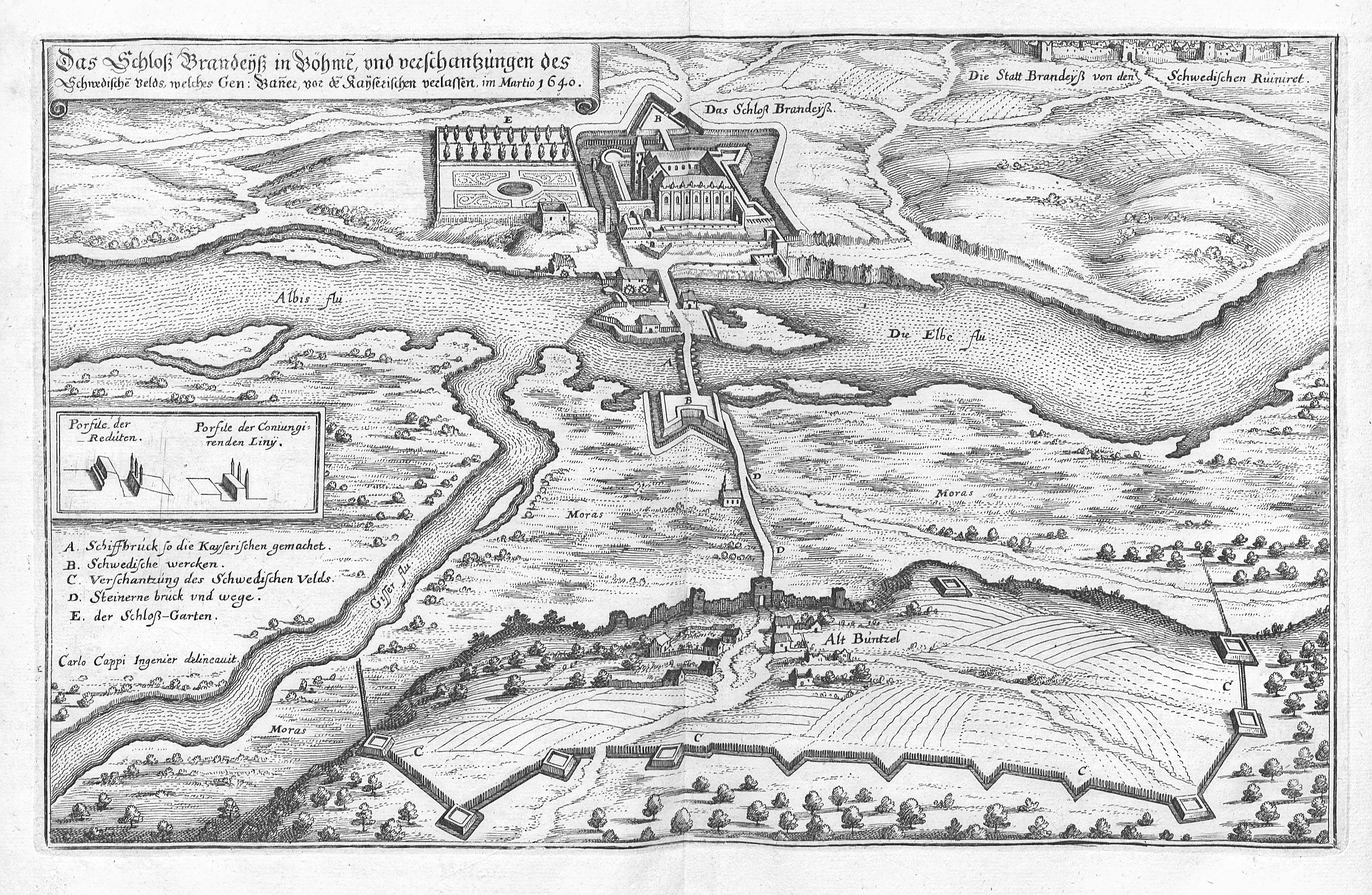
Pohled na Brandýs nad Labem a Starou Boleslav s mostem přes Labe a vojenským opevněním v roce 1640 (Matthäus Merian, Topographia Bohemiae Moraviae et Silesiae)

Císařské pluky měly v úmyslu dosáhnout bodu, kde předpokládaly švédský pokus o překročení Labe: most v Brandýse, a zahájili k městu vzdálenému asi 20 km od Prahy postup. Směrem k Brandýsu se tak od Prahy vydalo osm císařských pluků Hofkircha a Montecuccoliho. Cestou zajišťovaly své zásoby pleněním domovského území. Brandýs a zdejší most pak obsadily koncem května. Banér, který byl o jejich pohybu informován, se pak rozhodl na radu místních obyvatel řeku překonat přebroděním v nedalekém Kostelci nad Labem a Brandýs tak obejít. 

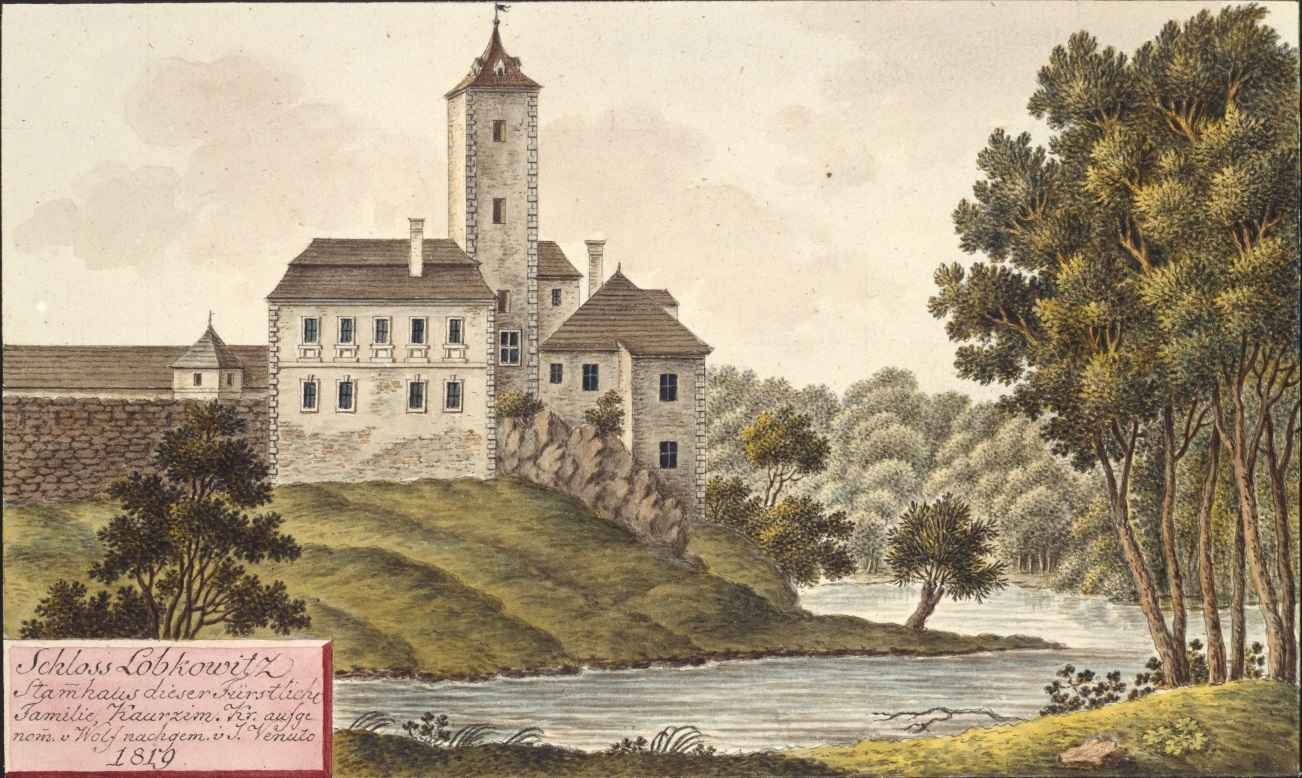
Zámek Lobkovice v roce 1819, kresba Jana Venuta

Poté, co císařské vojsko zjistilo, že švédské vojsko již řeku překonalo, byl vydán rozkaz o jeho postupu vstříc švédským silám. K jejich střetu pak došlo u Lobkovic, severozápadně od Kostelce. Císařští se zde střetli s již řeku překročivšími Švédy a v nastalé bitvě byli poraženi. Švédským triumfem pak bylo především zajetí obou vrchních velitelů císařských, Raimunda Montecuccoliho a Vavřince IV. z Hofkirchu, který byl v bitvě také zraněn. Ztráty císařského vojska v počtu padlých, zraněných a zajatých byly patrně značné.
Během bitvy bylo vypáleno několik obcí v okolí, včetně téměř kompletního zničení vsi Lobkovice a vypálení lobkovického zámku. 
Uvádí se, že polní maršál Jan Kryštof z Puchheimu byl roku 1639 zajat u Mělníka. Je velmi pravděpodobné, že k jeho zajetí došlo právě mezi 27. a 29. květnem: buď při dobývání Mělníka, anebo během bitvy u Lobkovic. 

## Hodnocení bitvy
Střet u Lobkovic znamenal nezanedbatelný úspěch švédského tažení roku 1639 do Čech, který zasadil habsburské moci ostudnou porážku. Téměř ihned poté zahájil Banér tažení směrem k nedaleké opevněné Praze. Přestože vydal tiskem plamenné provolání o svobodě, kterou přináší českému lidu, město se mu (poprvé za celou válku) postavilo na odpor a odmítlo jeho volný vstup do města. Město navíc hájil též silný opevněný vojenský tábor na Bílé hoře. Pro nedostatek pěchoty a těžkého dělostřelectva pak Banér zanechal 2. června obléhání, usídlil se v severovýchodních Čechách a místo osvobozování zahájil jejich systematické plenění. Na zámku v Brandýse nad Labem byl umístěn švédský generální štáb a město spolu s Mělníkem a Kostelcem vytvořilo silnou švédskou obrannou linii. Dokonale vyjedené Čechy Banér s vojskem opustil až na jaře 1641 a vrátil se do Německa. Nedlouho poté, 10. května, pak v Halberstadtu zemřel. 
Zajatí Hofkirch a Montecuccoli strávili ve švédském zajetí přes dva a půl roku, v roce 1642 byli spolu s dalšími císařskými zajatci, např. Janem z Werthu a Janem Kryštofem Puchheimem, vyměněni za zajatého švédského polního maršála Gustava Horna a dalších. V roce 1644 se pak Vavřinec z Hofkirchu opětovně navrátil do řad švédského vojska. Naopak Montecuccoli se posléze podílel na velení proti švédským silám v Čechách až do konce války a podepsání Vestfálského míru v říjnu 1648.   